# Verkiezingen voor het Europees Parlement 2024/Kandidatenlijst/50PLUS
De kandidatenlijst voor de Verkiezingen voor het Europees Parlement in 2024 in Nederland van de lijst 50PLUS (lijstnummer 7) is na controle door de Kiesraad als volgt vastgesteld:
- schuin: voorkeurdrempel overschreden

1. Hernández Martínez, A. (Adriana) (v), 's-Hertogenbosch - 33.085 stemmen
2. van Otterloo, G.J.P. (Gerrit-Jan) (m), 's-Gravenhage - 3.779
3. van Est, A.M.B. (Bennie) (m), Maastricht - 2.481
4. van Strien, A.H.J. (Arnold) (m), Haarlem - 1.085
5. Nyqvist, C.J. (Chris) (m), Utrecht - 505
6. Kasteleijn, H.M. (Marinus) (m), Emmen - 1.318
7. Hamersma, K. (Klaas) (m), Hoogezand - 1.103
8. van der Starre, J.J. (Jan) (m), Heerhugowaard - 879
9. van Tilborg, H.C.A.M. (Henk) (m), Tilburg - 1.013
10. Fischer-Otten, A.M.J.N. (Anne Marie) (v), Kerkrade - 2.295
11. van der Heijden, J.A.M. (Jan) (m), Veldhoven - 790
12. Hoek, W.M.M. (Mieke) (v), Vreeland - 806
13. Hornis, M.P. (Martin[1]) (m), Emmen - 305
14. Onderdijk, H.A.K. (Hilde) (v), Middelburg - 540
15. van Acquoij, R.H. (Ruud) (m), Eindhoven - 365
16. Dellaert, F.P. (Frans) (m), Terneuzen - 366
17. Konings, G.A.J.A. (Ger) (m), Sint Hubert - 290
18. van der Helm, M.P. (Anneke) (v), Hoofddorp - 435
19. van Ooijen, E. (Edmond) (m), Liessel - 333
20. van Straten, A. (Anton) (m), Tiel - 247
21. Bouwmeester, J.J. (Joke) (v), Zeist - 467
22. Jong, S.P.H.M.A. (Peter) (m), Breda - 373
23. Mulder, J.C.A. (Jojo) (v), Amsterdam - 352
24. Leerkes, A.G.M. (Alfons) (m), Utrecht - 112
25. Mol, F.J. (Frans) (m), Helmond - 256
26. de Wolff, F.A.H. (Frits) (m), Amsterdam - 173
27. Veeze, C.E. (Chris) (m), Tolbert - 171
28. van Loon, J.C.A. (John) (m), Baarn - 235
29. Erkamp, F.H.A.M. (Frans) (m), Eijsden-Margraten - 224
30. Brouwers, J.F.X.M. (Jan Frans) (m), Son en Breugel - 161
31. Bakx, W.M. (Willem) (m), Hillegom - 136
32. Weijers, T.A. (Theo) (m), Wijchen - 251
33. Wissingh, H.A. (Ab) (m), Venlo - 256
34. Nota, H.D. (Herman) (m), Parrega - 243
35. Vriens, M.F.L. (Frans) (m), Udenhout - 138
36. de Jong, V. (Volken) (m), Hilversum - 122
37. Hompe, R. (Rob) (m), Venlo - 146
38. Claassen, H.M. (Harry) (m), 's-Gravenhage - 82
39. Bronckers, W.J. (Willy) (m), Maastricht - 177
40. Bulder, C.A. (Tineke) (v), Vrouwenpolder - 218
41. Hendriks, J. (Jan) (m), Helmond - 129
42. Fienieg, H.C. (Huib) (m), Bemmel - 131
43. Tomlow, G.A.M.M. (Geert) (m), 's-Gravenhage - 49
44. Liebregts, H.J.W.C. (Henry) (m), Rosmalen - 78
45. Aerts, J.W. (Joost) (m), Heemskerk - 161
46. Revet, B.F. (Bernard) (m), Leiderdorp - 101
47. Timmers-Van Dijk, A.A. (Agnes) (v), Cuijk - 326
48. van Hooft, G.O.P.C. (Gerard) (m), Oudheusden - 89
49. Dekker, W.C. (Willem) (m), Hoofddorp - 81
50. van Rooijen, M.J. (Martin) (m), Oegstgeest - 1.040

GROENLINKS / Partij van de Arbeid (PvdA) ·
VVD · 
CDA - Europese Volkspartij · 
Forum voor Democratie ·
D66 ·
Partij voor de Dieren ·
50PLUS ·
PVV (Partij voor de Vrijheid) ·
JA21 ·
NL PLAN EU  ·
ChristenUnie ·
Staatkundig Gereformeerde Partij (SGP) ·
BBB ·
Meer Directe Democratie ·
SP (Socialistische Partij) ·
vandeRegio ·
Volt Nederland ·
Belang Van Nederland (BVNL) ·
NSC ·
Piratenpartij - De Groenen ·